# 北日本航空
北日本航空（きたにほんこうくう）
1. 北日本航空（1953年～1964年）は、1953年6月30日に北海道で設立された日本の航空会社である。英語名は"NORTH JAPAN AIRLINES”略称NJA、後に日東航空・富士航空と合併し日本国内航空（1964年4月15日設立）となる。この項目で論述。
2. 北日本航空（1968年設立）は、宮城県岩沼市に本社があるセスナ機による遊覧飛行を行う航空会社である。運航者略号はKNKである。

## 概要
1952年にGHQによる占領が終了し、日本国内では定期旅客便運航を目的とする航空会社が数多く設立されたが、そのうち北海道内の定期航空便就航を目的に、道出身の操縦士美濃勇一（元満州航空パイロットで飛行時間1万を越えるベテランだった）ら道内の有志で1953年6月30日に北日本航空株式会社として設立された。元北海道配電社長の山田良秀を初代社長に迎え、資本金は5,400万円（当時）。本社は札幌に置かれていた。
設立時に定期便の運航を目的として、1955年には中古のダグラス DC-3を戦後の日本で最初に導入し、阿寒号（登録記号:JA5015）と命名していた。しかし、運輸省から道内の飛行場が未整備であることを理由に定期旅客免許が取得できず、宣伝飛行及び森林の薬剤散布に使用されるだけであった。1957年7月になって周遊飛行として札幌丘珠空港→女満別空港（旧）→西春別空港（航空自衛隊計根別飛行場）→札幌の一方通行の不定期路線（季節運航）でようやく旅客輸送を行えるようになった。
定期航空運航の免許は1962年に取得し、DC-3型機とコンベア240型機で道内路線網をひいたが、航空路の方が速達性が高いとは言え、当時の航空運賃が国鉄（当時）よりも相当割高であったため、慢性的に経営赤字に苦しみ、八戸経由東京・羽田空港便を開設したが、収支改善には程遠い状況だった。
1964年には資本金を12億円に増資したが、この頃には航空会社の事故が相次ぎ、運輸省から地方の小規模な航空会社に対し、合併など集約で事業内容改善を求める指導が行われ、同年業務提携の関係にあったローカル航空会社富士航空、日東航空と合併し日本国内航空となり企業として消滅した。
日本国内航空は三社の事業範囲と中部地方、東日本にかけてローカル路線航路強化を図り、日本航空と事業提携後、西日本で密着な航路ネットを敷いていた東亜航空と合併、東亜国内航空のち日本エアシステム(JAS)、日本航空インターナショナルを経て現在の日本航空に至る。また、1997年には日本エアシステムの道内路線を運営する子会社として北海道エアシステムが設立されている。

## 使用機材
- セスナ 170B
- セスナ 195
- ダグラス DC-3A
- コンベア CV-240
- エアロコマンダー 680F

## 付記
1961年公開の日活映画「渡り鳥北へ帰る」に、JA5069機が秋田空港→函館空港の旅客機として登場する。また1959年公開の東映映画「高度7000米 恐怖の四時間」のJA5015号機や技術提供も同社である。